# Ганди, Манека
Манека Санджай Ганди (англ. Maneka Sanjay Gandh, хинди मेनका गांधी, урождённая Манека Ананд; род. 26 августа 1956) — индийский политик, представительница политической династии Неру — Ганди, вдова Санджая Ганди. Известна как борец за права животных. Входила в состав четырёх правительств Индии в качестве министра, с 2014 года занимает пост министра по делам материнства и детства в кабинете Нарендры Моди.

## Биография
Манека Ганди родилась в Дели в семье сикхов, её родителями были подполковник Тарлочан Сингх Ананд и Амтешвар Ананд. Получила образование в женском колледже при Делийском университете, а также изучала немецкий язык в университете Джавахарлала Неру, но, по-видимому, его не окончила. Впоследствии, при регистрации на выборах в парламент, Манека в качестве документа об образовании предъявила лишь ISC (англ. Indian School Certificate, аналог аттестата зрелости). В 1974 году, восемнадцати лет от роду, вышла замуж за Санджая Ганди, младшего сына тогдашнего премьер-министра Индиры Ганди.
Санджай и Манека жили совместно с Индирой Ганди; при этом Санджай активно участвовал в политике, в частности, в деятельности Индийского молодёжного конгресса — молодёжного крыла партии ИНК. К концу 1970-х Санджай Ганди стал одной из ключевых политических фигур страны, фактически играя решающую роль в определении политики ИНК. По настоянию Санджая были смещены многие члены кабинета Индиры Ганди, не поддерживавшие курса премьер-министра. Проправительственная пресса стала уделять пристальное внимание деятельности Санджая — он рассматривался как будущий глава правительства. Манека часто сопровождала мужа на различных мероприятиях, а также учредила политический ежемесячный журнал «Сурья». После поражения ИНК на парламентских выборах 1977 года, Манека использовала журнал в качестве инструмента защиты ИНК, своего мужа и свекрови. В журнале «Сурья» регулярно публиковались интервью с Индирой Ганди, что способствовало восстановлению популярности экс-премьера. Манека сопровождала Индиру Ганди в поездке в избирательный округ Чикмагалур, от которого Индира была вновь избрана в парламент на парламентских выборах 1980 года. За активность и упорство индийский писатель и политик Хушвант Сингх дал Манеке прозвище «Дурга» (санскр. दुर्गा, Дурга́, «труднодоступная» или «непобедимая» — одна из самых популярных богинь в индуизме).
В период 1977—1980 годов, когда ИНК находился в оппозиции, правительство Морарджи Десаи преследовало Санджая Ганди, он неоднократно подвергался арестам. Манека искала защиту в суде: известен судебный процесс 1978 года «Манека Ганди против Индийского Союза», на котором был вынесен вердикт, что «демократия основывается на свободе дискуссии и открытом обсуждении, поэтому единственное корректирующее действие правительства является демократическим».
В марте 1980 года у Санджая и Манеки родился сын, которого Санджай назвал Ферозом в честь своего отца, а Индира добавила внуку имя Варун. В июне того же года Санджай погиб в авиакатастрофе. На тот момент Манеке было всего 23 года, а их сыну — 3 месяца. В марте 1983 года Манека основала свою собственную политическую партию «Национальный форум Санджая» (Раштрия Санджай Манч, РСМ), программа которой была ориентирована на расширение возможностей молодёжи и увеличение занятости. РСМ выиграла 4 из 5 мест на местных выборах в штате Андхра-Прадеш.
В ходе парламентских выборов 1984 года Манека выдвинула свою кандидатуру в округе Аметхи в штате Уттар-Прадеш, от которого ранее избирался Санджай. В разгар избирательной кампании, 31 октября 1984 года, Индира Ганди была убита собственными телохранителями. Манека осудила убийство как «ужасный акт насилия» и призвала создать независимую комиссию для расследования убийства из числа «видных лиц с репутацией честных и бесстрашных, которые не имеют связи с политическими кругами».
На выборах 1984 года ИНК одержал убедительную победу, и Раджив Ганди стал премьер-министром. Манека предпочла самостоятельную политическую карьеру, и в 1988 году, после объединения Раштрия Санджай Манч с главной оппозиционной партией Джаната Дал стала генеральным секретарём последней. На парламентских выборах 1989 года Джаната Дал одержала победу, и Манека Ганди в возрасте 33 лет стала самым молодым министром в кабинете Вишваната Сингха. В качестве министра охраны окружающей среды и лесов Манека ввела в действие ряд ключевых законов, включая Закон о регулировании прибрежной зоне и Закон о публичной ответственности за загрязнение опасными химикатами, а также создала Национальное агентство защиты животных, экологические трибуналы, ввела систему защиты объектов культурного наследия, тестирование и контроль автомобильных выхлопов, разработала схему тестирования и сертификации экологически чистых продуктов, сформировала Комитет по регулированию вивисекций и Совет по благополучию животных Индии. От имени правительства Индии вела переговоры о присоединении страны к Монреальскому протоколу.
В качестве кандидата от округа Пилибхит баллотировалась на парламентских выборах 1989, 1996, 1998, 2004 и 2014 годов, побеждая каждый раз с огромным перевесом над конкурентами.
В 1998-99 годах занимала пост министра социальной защиты и расширения прав и возможностей в кабинете Атала Ваджпаи. На этом посту сыграла большую роль в подготовке пенсионной реформы в стране, участвуя в начальном этапе проекта OASIS (OASIS — акроним от англ. Old Age Social and Income Security, Социальная и страховая защита пожилых). Новая пенсионная система была введена правительством Индии с 2004 года. На этом посту М.Ганди также провела реорганизацию национального Совета по реабилитации, способствовала упрощению законов по усыновлению, инициировала создание «телефона доверия» для беспризорных детей и национальной сети сбыта товаров, производимых племенами, организовала финансирование учебных центров для выходящих в отставку военнослужащих, а также выделение $11 млн для реабилитации инвалидов.
М.Ганди создала первое в мире Министерство социальной защиты животных (англ. Animal Welfare Ministry) и лично возглавила его. На этом посту добилась запрета на использование медведей, обезьян и больших кошек в публичных выступлениях, учредила Институт социальной защиты животных (англ. Animal Welfare Institute) для подготовки кадров в этой сфере, а также добилась введения обязательной маркировки для продуктов питания и косметики (зелёных и коричневых меток для ингредиентов растительного и животного происхождения соответственно).
В 2009 году Бриджит Бардо и Манека Ганди выступили с открытыми письмами к правительству Непала с просьбой остановить ритуальные жертвоприношения животных на фестивале Гадхимаи.
Впоследствии М.Ганди также занимала руководящие посты в министерстве культуры. С 2014 года занимает пост министра по делам материнства и детства в кабинете Нарендры Моди.

## Занимаемые должности
- 1988-89 — генеральный секретарь партии Джаната дал
- 1989-91 — государственный министр окружающей среды и лесного хозяйства Индии
- Январь-апрель 1990 — государственный министр
- 1996-97 — член парламентского комитета по вопросам науки и технологий, охраны окружающей среды и лесного хозяйства
- 1998-99 — государственный министр социальной защиты и расширения прав и возможностей Индии
- 13 октября 1999 — 1 сентября 2001 — государственный министр социальной защиты и расширения прав и возможностей
- 1 сентября 2001 — 18 ноября 2001 — государственный министр культуры с дополнительными обязанностями по защите животных
- 18 ноября 2001 — 30 июня 2002 — государственный министр с дополнительными обязанностями по защите животных
- 2002—2004 — член парламентского Комитета по внешним связям
- 2004 — член парламентского Комитета по вопросам здравоохранения и благосостояния семьи, член Консультативного комитета Министерства охраны окружающей среды и лесного хозяйства
- с 5 августа 2007 — член Комитета по вопросам здравоохранения и благосостояния семьи
- с 31 августа 2009 — член Комитета по железнодорожному транспорту
- с 23 сентября 2009 — председатель Комитета по государственному страхованию
- 19 октября 2009 — член парламентского Комитета по общим вопросам
- с 26 мая 2014 — министр по делам материнства и детства в кабинете Н. Моди.